# Daobin Du
Daobin Du (* 1964 in Wuhan, Provinz Hubei, China) ist einer der ersten Cyber-Dissident-Schriftsteller in China. Du wurde 2003 festgenommen, weil er im Internet sowohl in China als auch im Ausland Artikel veröffentlicht hatte. Im Jahr 2004 wurde er angeklagt „zur Untergrabung der Staatsmacht aufgehetzt zu haben“ und ist zu drei Jahren Gefängnis verurteilt worden. Du wurde damals nicht gleich im Gefängnis eingesperrt, stattdessen erhielt er vier Jahre Bewährung.
Du war Angestellter der Bezirksregierung, überzeugter Kommunist und hatte die Werke von Marx, Lenin und Mao Zedong gelesen. Nach den Ereignissen des Tian’anmen-Massakers 1989 hatte Du Mitleid mit den Studenten und war gegen das Töten, das vorgefallen war. Dies war ein ideologischer und politischer Wendepunkt für Du. Da er offiziell noch kein Mitglied der Kommunistischen Partei war, zog er seinen Antrag zurück. Er fing an für die Demokratiebewegung zu schreiben, und seit 1997 erforschte er die Idee des Liberalismus und der Demokratie in China.

## Biografie
Du Daobin wurde am 28. Oktober 2003 von den chinesischen Behörden verhaftet, weil er im Internet Artikel geschrieben hatte, die sich für Demokratie und Achtung der Menschenrechte einsetzten. Er wurde im Jahr 2004 zu drei Jahren Gefängnis und vier Jahren Bewährung verurteilt. Du verbüßte siebeneinhalb Monate seiner Haftstrafe, bevor er freigelassen wurde.
Im Juli 2008 wurde Du erneut verhaftet. Die Polizei erklärte, dass er die verbleibenden Jahre seiner Haftstrafe im Gefängnis verbringen müsse. Offensichtlich wegen „Verletzung seiner Haftzeit“, da er während dieser Zeit mehr als 100 Artikel im Internet veröffentlichte, und weil die Empfänger keine Erlaubnis von der Polizei erhalten hatten. Einige wollten nicht, dass die Aufmerksamkeit der Welt während der Olympischen Sommerspiele 2008 in Peking auf diese Artikel gelenkt werden würde.
Nach Angaben von Dus Frau, Xia Chunrong, habe die Polizei über eine Stunde ihre Wohnung durchsucht und seinen Computer sowie einige Artikel beschlagnahmt. „Sie nannten mir fünf oder sechs Gründe, warum sie ihn wegbrachten“, sagte Xia. Ein Grund sei gewesen, dass Du gegen die Regeln der Strafaussetzung verstoßen haben soll und er ohne vorherige Erlaubnis ausgegangen sei. Xia sagte, dass die Zeit seiner Strafaussetzung am 3. August abgelaufen wäre und Du noch etwa zwei Jahre seiner Haftstrafe hätte verbüßen müssen.
Du Daobin wurde 2010 aus dem Gefängnis entlassen.

## Du Daobin gegen Cisco Systems
Im Juni 2011 reichten Du Daobin, Zhou Yuanzhi und Liu Xianbin beim Bezirksgericht für den Distrikt Maryland in USA gegen Cisco Systems und einige Führungskräfte von Cisco Strafanzeige ein, weil Cisco angeblich „Kenntnis gehabt habe und vorsätzliche Beihilfe bei Belästigungen, Festnahmen und Folter von politischen Aktivisten, durch die Kommunistische Partei Chinas geleistet hatte.“ Cisco reagierte auf die Anklage in einem Blogbeitrag am 6. Juni 2011.
Im August 2011 wurde Du von der chinesischen Polizei verhaftet und von hochrangigen Beamten des chinesischen Ministeriums für öffentliche Sicherheit verhört. Dus Vernehmungsbeamte verwarnten ihn wegen seiner Internet-Aktivität und verlangten Informationen über seine Rolle in dem Fall, Du gegen Cisco, einschließlich Namen seiner amerikanischen und chinesischen Kontakte.
Das Bundesbezirksgericht in Maryland hat im Februar 2014 den Fall Du Daobin gegen Cisco Systems abgewiesen. Die Electronic Frontier Foundation kritisierte diese Entscheidung, die „weitgehend der spezifischen Frage ausweiche, wann Konzerne für den Aufbau spezieller Technologien, die für unterdrückerische Regierungen hergestellt werden, für den expliziten Zweck der Verfolgung von Aktivisten, die dann mit Menschenrechtsverletzungen wie Folter konfrontiert sind, verantwortlich gemacht werden können“. Darüber hinaus, unter Berufung auf die Tatsache, dass die US-Gesetze Cisco erlaubten, ihre Produkte zu exportieren, behauptete das Gericht, dass es ausgeschlossen sei, den Opfern der Menschenrechtsverletzungen Chinas Rechtsmittel zu geben. Es wurde argumentiert, dass „die Beteiligung von Cisco an Menschenrechtsverletzungen in China, eine ‚politische Frage‘ sei, obwohl weder die Vereinigten Staaten noch die chinesische Regierung dagegen waren, den Fall weiterzuverfolgen. Dies soll normalerweise geschehen, wenn Regierungen erhebliche negative Auswirkungen auf die Sino-amerikanischen Beziehungen erwarten.“